# Пејнтбол
Пејнтбол је тактичка спортска игра из жанра екстремних, која представља имитацију кратких ватрених контаката на ограниченом простору. Игру су измислили у мају 1981. године у Њу Хемпширу Хејз Ноел, трговац акцијама са Волстрита, и Чарлс Гејнс, писац. Први пут је одиграна 27. јуна 1981, у Хеникеру, Њу Хемпшир, САД. Овај спорт се игра ради рекреације и такође се игра на формалном спортском нивоу са организованим такмичењем које укључује велике турнире, професионалне тимове и играче.
За такву врсту имитације користи се специјални пнеуматски маркер, из којег се пуца лоптицама пуним боје. Ово је изванредно једноставна игра у својој основној форми. Веома рани пејнтбол маркери су користили металне 12-грамске патроне са СО2 за једнократну употребу. Средином до касних 1980-их, механика маркера је побољшана и укључује константан притисак ваздуха и полуаутоматски рад.Употреба нестабилног СО2 узрокује оштећење пнеуматских компоненти ниског притиска унутар електронских маркера, стога власници таквих маркера преферирају стабилнији компримовани ваздух. Лопте за пејнтбол долазе у различитим величинама, укључујући 13 мм  и 17 мм. Маске су сигурносни уређаји које играчи морају носити у сваком тренутку на терену, како би их заштитили од куглица за пејнтбол. Играчи који не носе маске могу се озбиљно повредити.
Група људи се наизменично лови, погађа и избегава међусобно, све док једна особа или екипа не тријумфује над другом. Победник је онај који први постигне циљ или последњи остане у игри. Одређени циљеви варирају у зависности од маште дизајнера игре, али основа игре остаје иста. Очекује се да елиминисани играчи напусте терен за игру; елиминације такође могу да донесу бодове противничком тиму.
Терени за игру могу бити у оквиру природног или вештачког терена, и такође могу бити тематски дефинисани да симулирају одређено окружење, као што је шумовита или урбана област, и могу укључивати историјски контекст.